# Vulsirea violacea
Vulsirea violacea är en insektsart som först beskrevs av Fabricius 1803.  Vulsirea violacea ingår i släktet Vulsirea och familjen bärfisar. Inga underarter finns listade i Catalogue of Life.